# Bike Rio
Bike Rio est le système public de vélos en libre-service à Rio de Janeiro, au Brésil. Mis en service par la municipalité le octobre 2011, le service Bike Rio proposait alors environ 400 vélos répartis sur 40 stations. En 2021 le système compte 3100 vélos disponibles dans 310 stations dispersées dans les principaux quartiers de la zone sud, de la zone nord, de la zone ouest et du centre de la ville.

## Galerie de photos

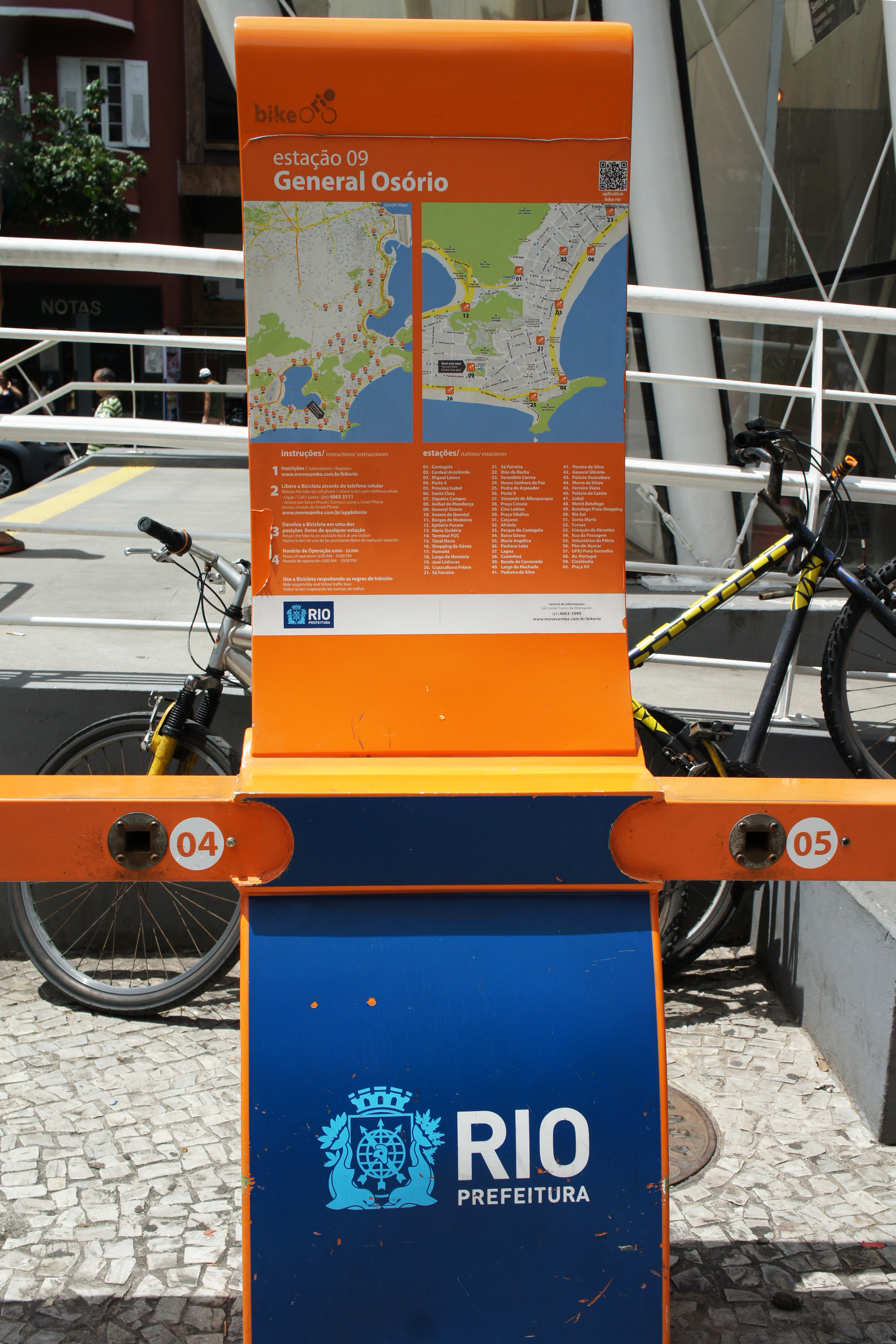
Borne d'activation et de paiement
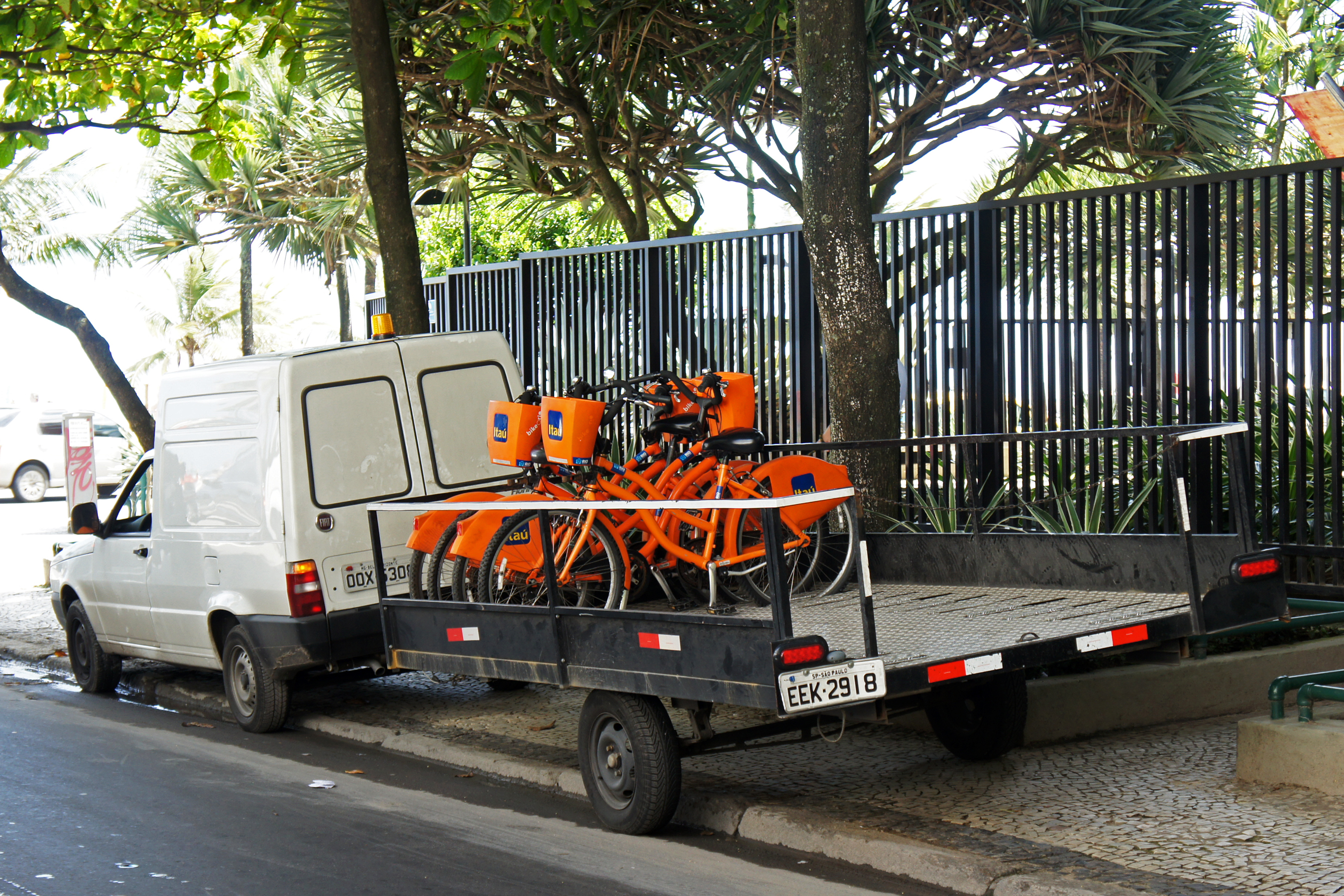
Fourgon de maintenance du réseau
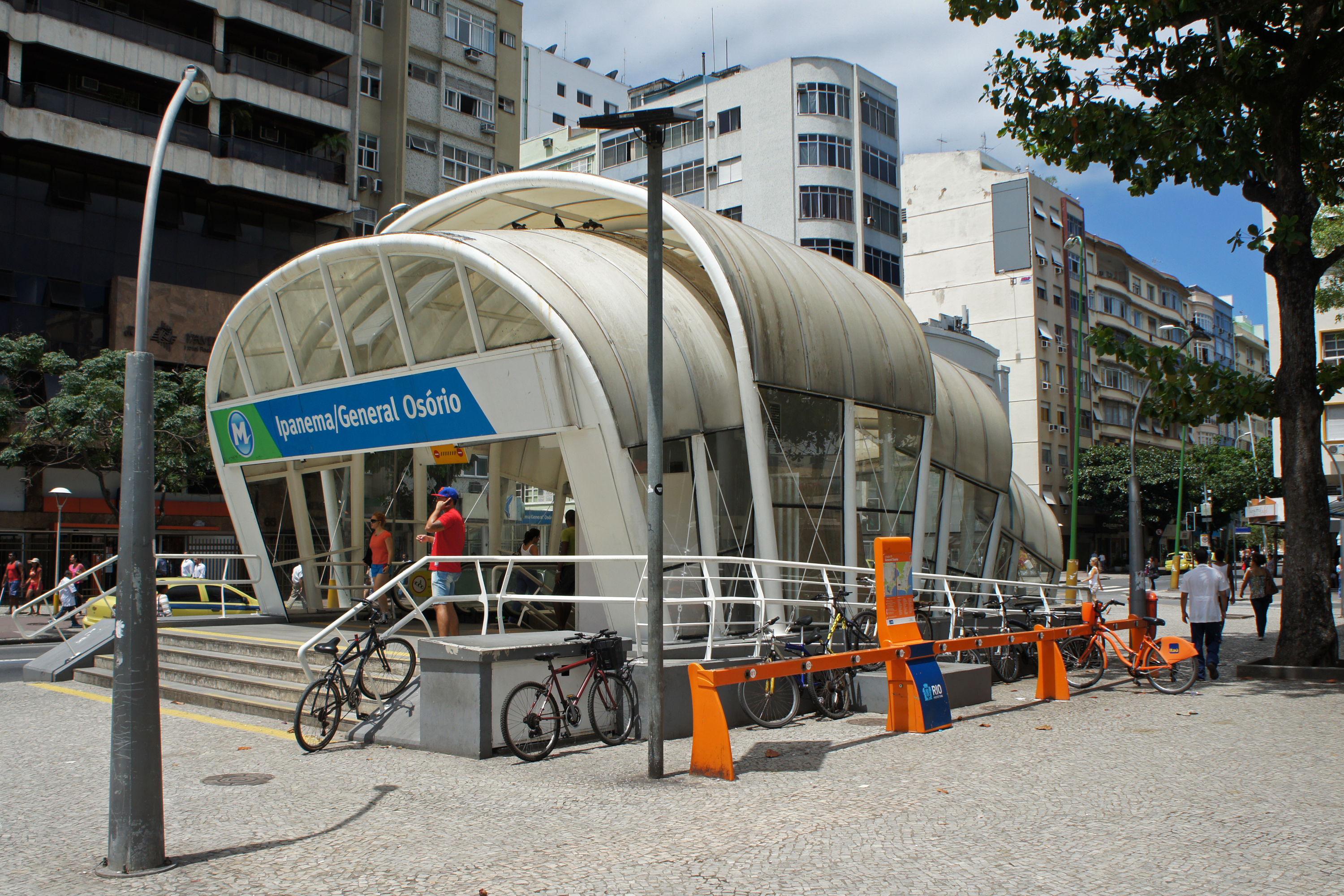
Station General Osório près d'une station de métro
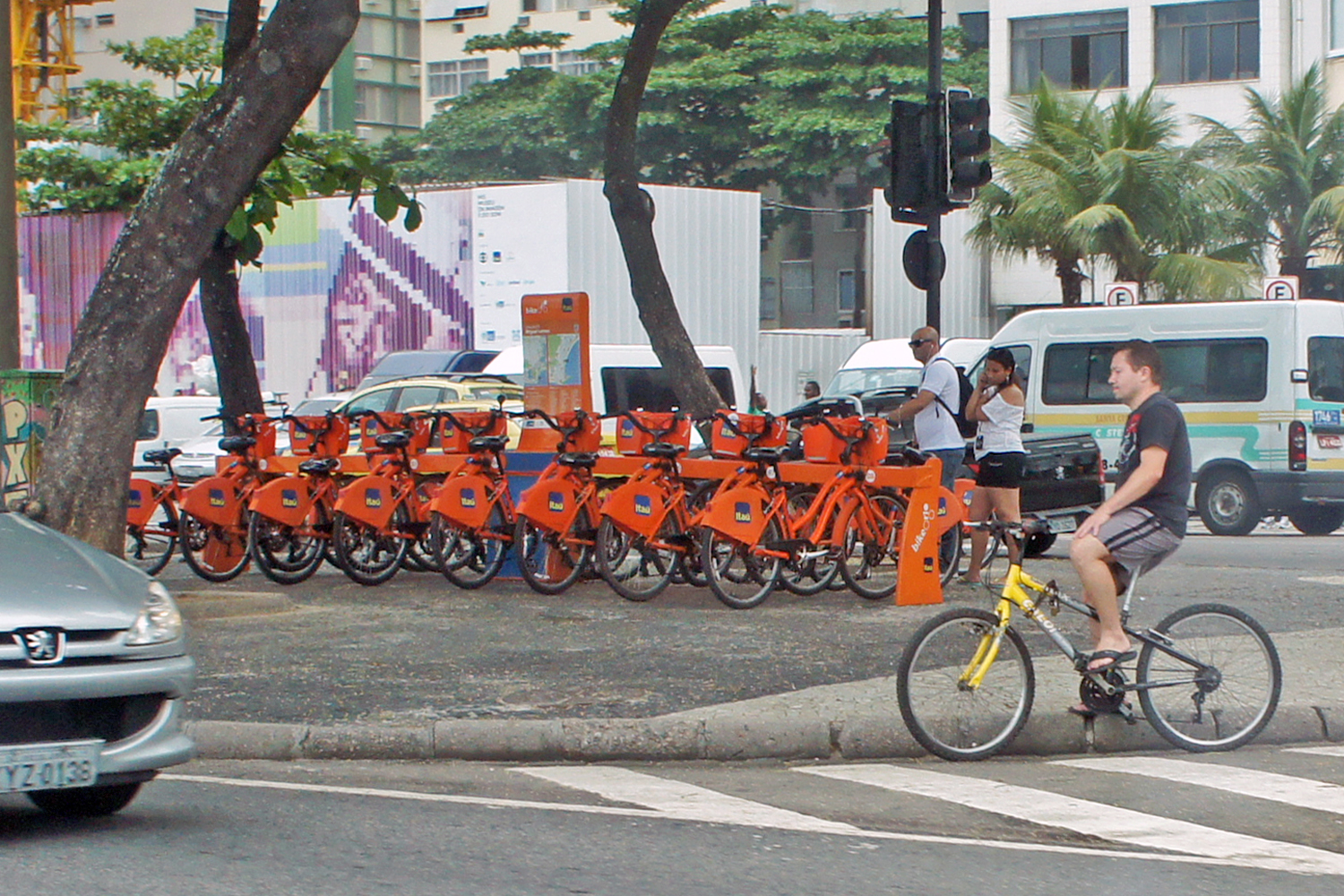
Station à Copacabana
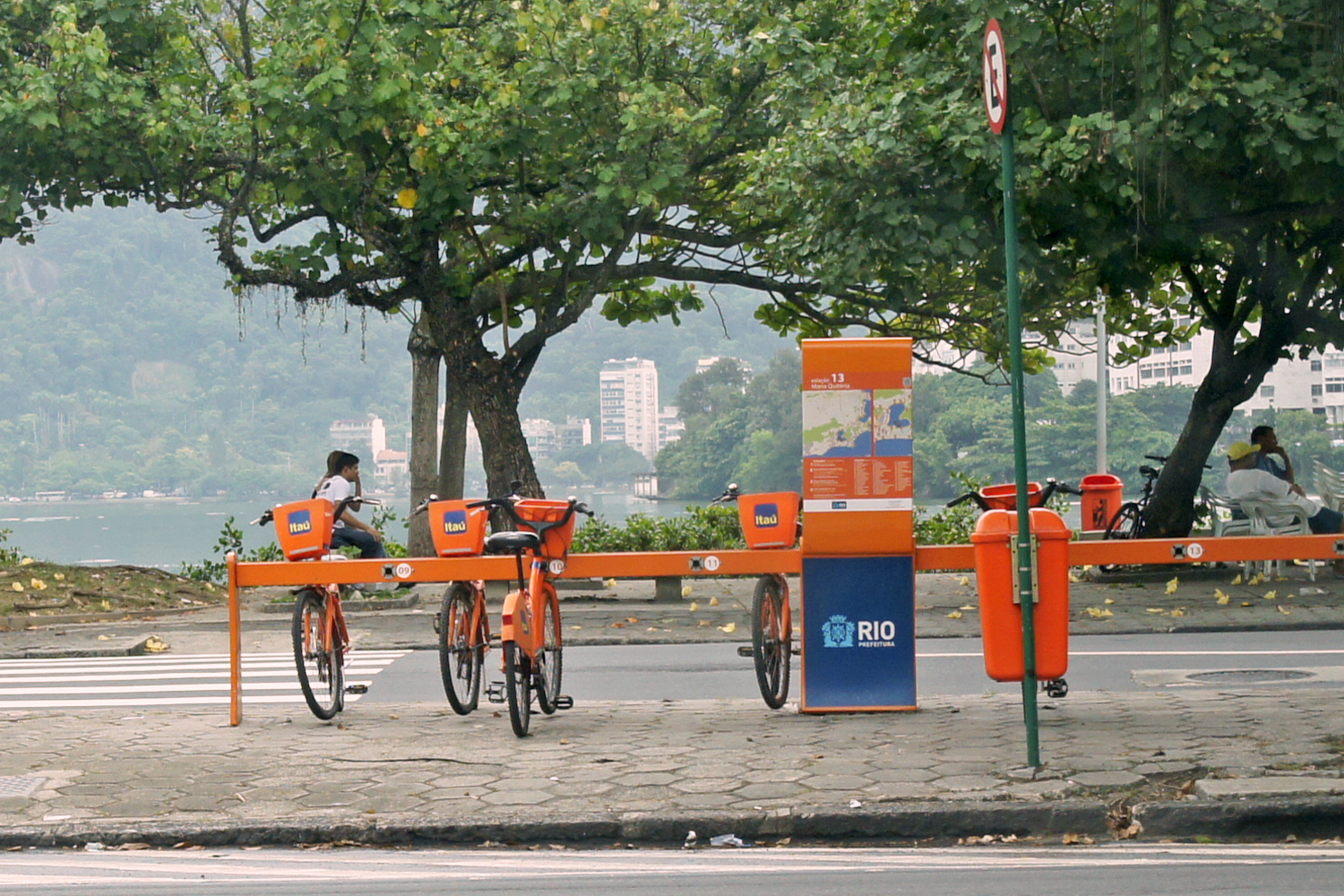
Station à Lagoa Rodrigo de Freitas